# Čudesnica
Čudesnica (Чудесница) è un film del 1936 diretto da Aleksandr Ivanovič Medvedkin.